# Lipcsei csata

A csapatok elhelyezkedése 1813. október 16-án

A csapatok elhelyezkedése 1813. október 18-án

A lipcsei csata vagy a népek csatája 1813. október 16–19. között zajlott le. Ez volt a napóleoni háborúk döntő ütközete. Napóleon súlyos vereséget szenvedett, ami a németországi és lengyelországi francia uralom végét és egyben Napóleon bukását jelentette.

## Előzményei
Miután visszavonult Oroszországból, Napóleon 1813-ban újabb támadást indított Németország területén. Mivel csapatai nem tudták elfoglalni Berlint, visszavonultak az Elba folyótól nyugatra. Amikor a szövetségesek a Lipcsén áthaladó összeköttetési vonalait fenyegették, a császár arra kényszerült, hogy a városba összpontosítsa erőit.
Napóleon franciákból, olaszokból, lengyelekből, szászokból álló serege 195 000 főt számlált, míg a szövetséges osztrák–orosz–porosz–svéd haderő 340 000 főből állt. Az osztrákokat Schwarzenberg herceg, a poroszokat Blücher tábornagy, az oroszokat Benningsen tábornok, míg a svédeket az egykor francia marsallból lett trónörökös, Jean-Baptiste Bernadotte tábornok vezette.

## A csata
A csata 1813. október 16-án kezdődött, amikor is Napóleon meghiúsította Schwarzenberg herceg 75 000 katonájának délről és Blücher tábornagy 54 000 emberének északról indított összehangolt támadását, de nem mért akkor rájuk döntő csapást. A bekerítő ellenséges csapatok száma azonban október 17-én az átmeneti nyugalom idején tovább nőtt  Benningsen és Bernadotte csapatainak megérkezésével.
Az október 18-án több mint 300 000 katonával, négy irányból indított szövetséges támadás Lipcse peremén érte a franciákat. A franciák kilenc órán át állták a rohamokat, majd visszaszorultak a külvárosokba.
Október 19-én hajnali két órakor Napóleon az Elster folyó egyetlen hídján át megkezdte a visszavonulást nyugat felé. A visszavonulás során minden rendben zajlott addig, míg egy rémült tizedes túl korán – déli egy órakor – fel nem robbantotta a visszavonuló franciákkal zsúfolt hidat, holott a szövetségesek támadása egyelőre nem fenyegetett. A robbantás következtében az utóvéd 30 000 katonája és sebesültje csapdába esett, majd a következő napon fogságba került.
A csatában gróf Széchenyi István kulcsfontosságú küldetést hajtott végre: célba juttatva Schwarzenberg tábornagy parancsát Blüchernek, oroszlánrészt vállalt Napóleon bukásában.

## Következményei
A lipcsei vereség után Napóleon bukása elkerülhetetlenné vált.
A csatában esett el Józef Antoni Poniatowski marsall, lengyel herceg. A csata után Napóleon elveszítette a német és lengyel befolyási területét, és a szövetségesek előtt megnyílt az út a Rajnáig.
Érdekesség, hogy manapság is rendszeresen tárnak fel a lipcsei csata halottait őrző jelöletlen tömegsírokat.

## További információk

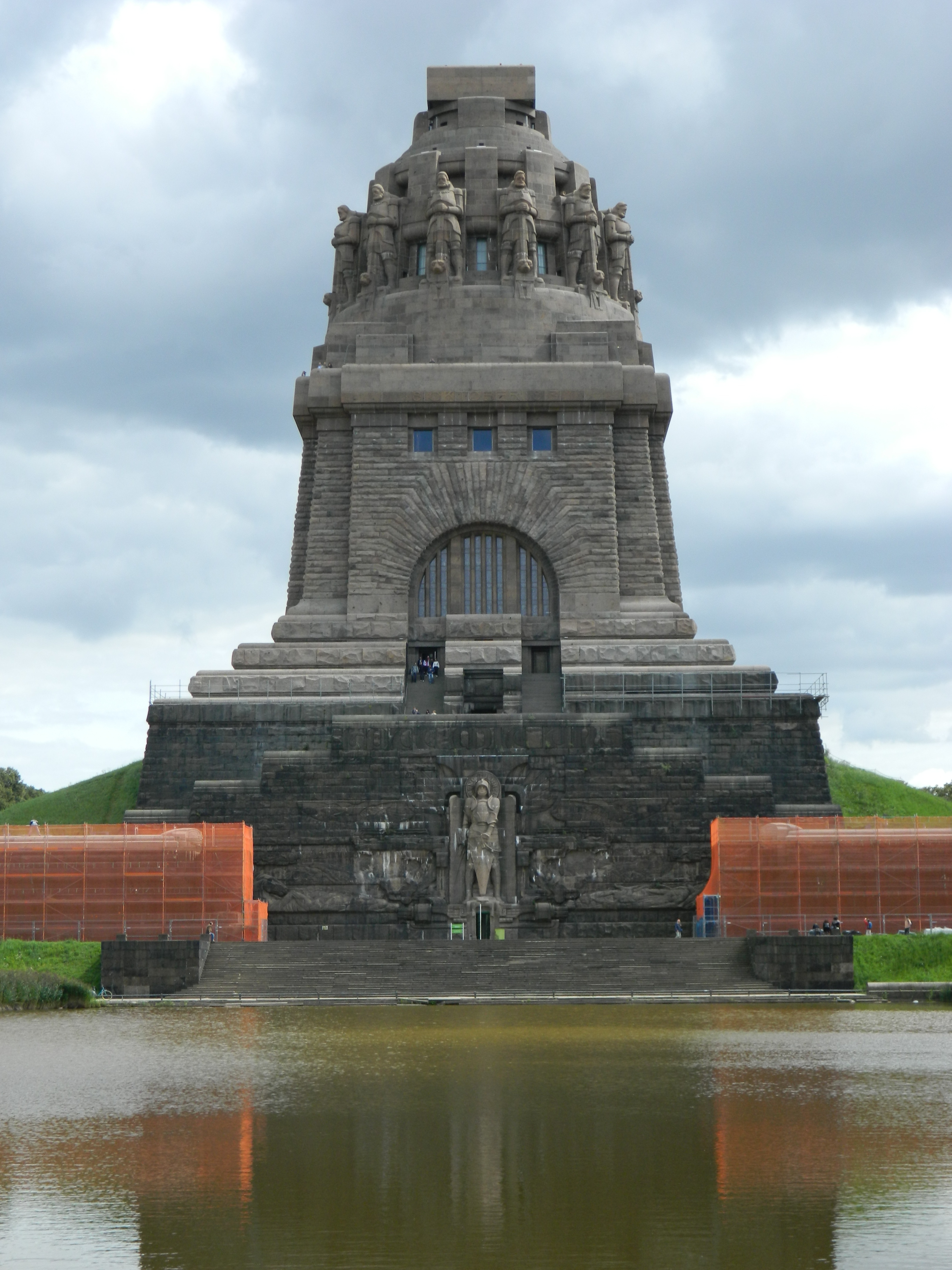
A Népek csatájának emlékműve Lipcsében

## Fordítás
- Ez a szócikk részben vagy egészben  a   Battle of Leipzig című angol Wikipédia-szócikk fordításán alapul.  Az eredeti cikk szerkesztőit annak laptörténete sorolja fel. Ez a jelzés csupán a megfogalmazás eredetét és a szerzői jogokat jelzi, nem szolgál a cikkben szereplő információk forrásmegjelöléseként.